# Les Mazures
Les Mazures is een dorp in het noorden van Frankrijk, in de regio Grand Est.arrondissement Charleville-Mézières. 
Er zijn een hotel, een postkantoor, een autogarage, een café en een kleine supermarkt. De gemeente telde 856 inwoners op 1 januari 2022.

## Geschiedenis
De gemeente werd op 22 maart 2015 opgenomen in het op die dag gevormde kanton Bogny-sur-Meuse nadat het kanton Renwez, waar de gemeente tot dan toe onder viel, werd opgeheven.

## Geografie
De gemeente ligt in de Franse Ardennen, in de omgeving waar de Maas naar het noorden door de Ardennen stroomt. De oppervlakte van les Mazures bedroeg op 1 januari 2022 36,14 vierkante kilometer; de bevolkingsdichtheid was toen 23,7 inwoners per km². Het dorp en het recreatiegebied met dezelfde naam, les Vieilles Forges, vallen onder de gemeente les Mazures. Beiden liggen 2 km door het bos naar het zuiden.
De onderstaande kaart toont de ligging van Les Mazures met de belangrijkste infrastructuur en aangrenzende gemeenten.

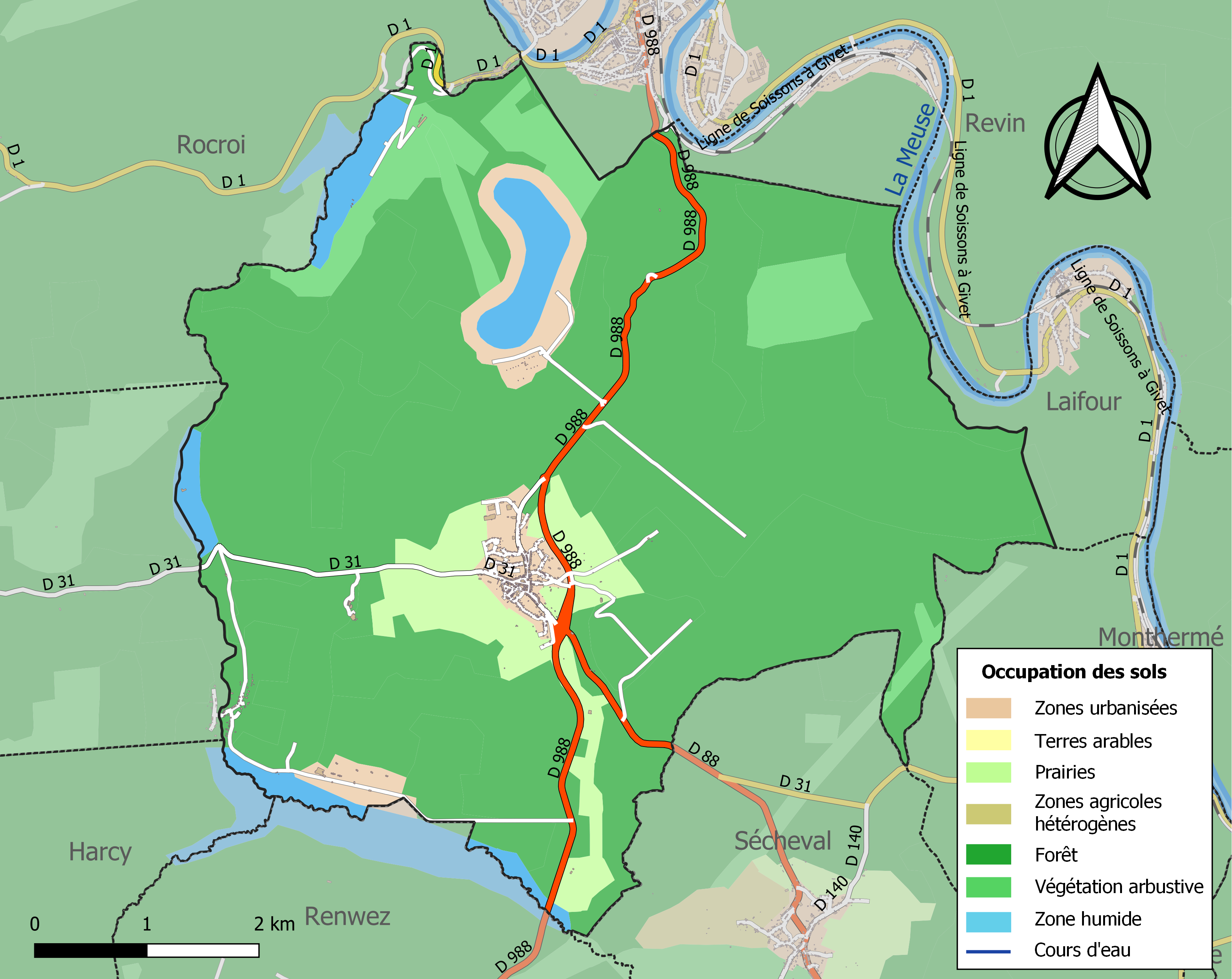

## Demografie
Onderstaande figuur toont het verloop van het inwonertal.
Vanwege een beveiligingsprobleem met de MediaWiki Graph-software is het momenteel niet mogelijk deze grafiek weer te geven. Zodra de software is bijgewerkt zal de grafiek vanzelf weer zichtbaar worden.
Bogny-sur-Meuse · Deville · Haulmé · Les Hautes-Rivières · Joigny-sur-Meuse · Laifour · Les Mazures · Montcornet · Monthermé · Renwez · Thilay · Tournavaux